# Марин, Никифор Михайлович
Ники́фор Миха́йлович Мари́н (май 1736, Воронеж — 14 декабря 1811, там же) — полковник, позже действительный статский советник, участник Семилетней войны и в 1-й Турецкой кампании 1768 года. Вице-губернатор Воронежской губернии, губернатор Новгородской губернии. Действительный статский советник.

## Биография
Никифор Михайлович Марин родился в мае 1736 года в городе Воронеже в старинной семье потомственных дворян. Отец ─ Михаил Борисович Мари́н, мать ─ Татьяна Тихоновна ур. Салькова.
Никифор Михайлович Марин по военной службе дослужился до полковника. Он служил в Кабардинском Мушкетёрском полку, с которым участвовал в Семилетней войне и в 1-й Турецкой кампании 1768 года. В начале 1760-х годов во время Семилетней прусской войны Никифор Михайлович занимал должность коменданта города Бреславля.
В 1779 году перешёл на гражданскую службу и дослужился до чина действительного статского советника. В Воронеже он занимал должности: сначала — 2-го товарища правителя наместничества И. А. Потапова, затем — советника палаты уголовного суда; с 1786 года — председатель палаты гражданского суда. В ноябре 1797 года был назначен вице-губернатором Воронежской губернии, а с 22 декабря 1798 года — губернатором в Новгород.
В декабре 1799 года вышел в отставку и жил в Воронеже до своей кончины 14 (26) декабря 1811 года.

## Семья
Ники́фор Миха́йлович Мари́н был женат первым браком на девице Марье Ивановне Невежиной (1758—1782), которая родила ему двух сыновей:
- Сергей (1776—1813) — полковник, поэт-сатирик.
- Евгений (1778—1843) — полковник

Вторым браком Никифор Михайлович сочетался в 1785 году с девицей Анной Дмитриевной Якушкиной, от которой у Никифора Михайловича было два сына и две дочери:
- Аполлон (1790—1873) — генерал-лейтенант
- Николай
- Татьяна
- Варвара (1802—1850) — в замужестве княгиня Мещерская.

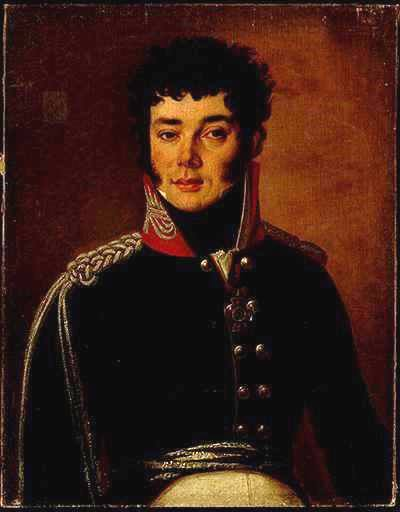
Портрет С. Н. Марина работы неизвестного художника, 1807 г.
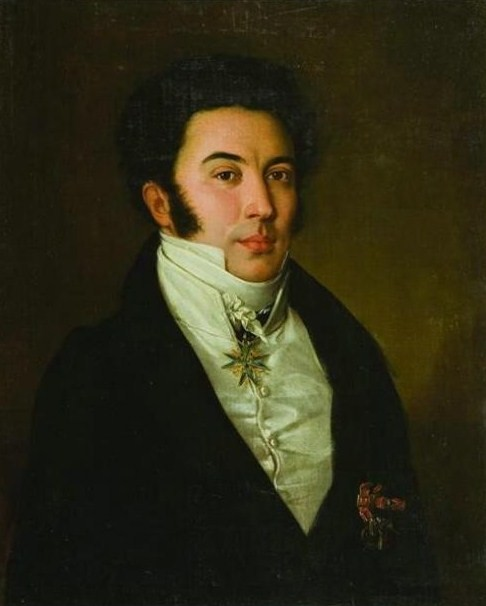
Портрет E. Н. Марина работы неизвестного художника, XIX в.
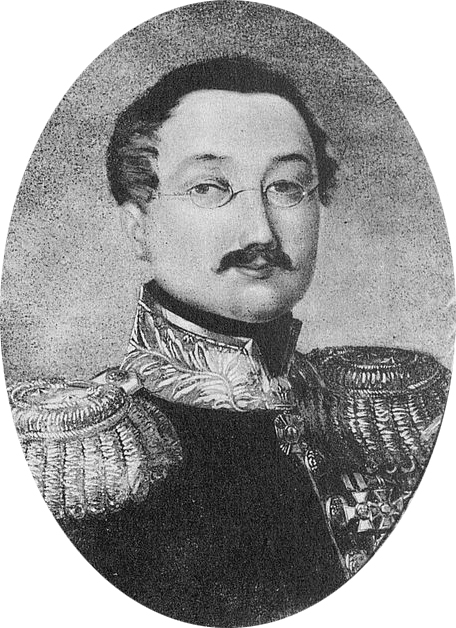
Портрет А. Н. Марина работы неизвестного художника, XIX в.
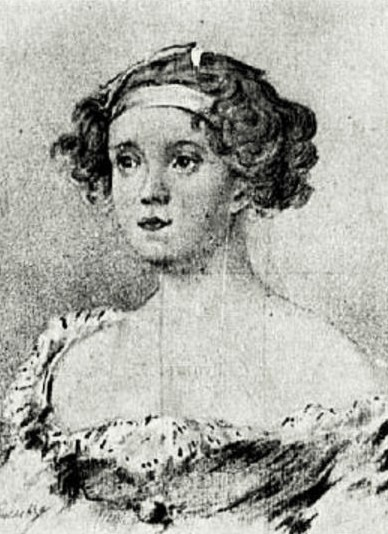
Портрет В. Н. Мариной работы П. Ф. Соколова, 1820-е гг.

## Интересные факты
- Сестра матери Никифора Михайловича Прасковья Тихоновна Салькова была замужем за Тимофеем Ивановичем Бурцевым, их сын Пётр был отцом знаменитого гусара Алексея Петровича Бурцева, «ёры-забияки», воспетого Пушкиным и Денисом Давыдовым.
- Бабушка второй жены Никифора Михайловича ─ Мавра Антипьевна (ур. Гурьева), прожила до глубокой старости ─ до 130 лет, и скончалась в 1797 году.